# Ribeira do Paul
Ribeira do Paul (em crioulo cabo-verdiano (ALUPEC): R’bera d Poul) é uma ribeira cabo-verdiana, na costa nordeste da ilha de Santo Antão.

## Geografia
A ribeira, uma das mais caudalosas de Cabo Verde, tem início nos relevos abruptos do circo do Cabo da Ribeira, entre a Cova do Paul e o Pico da Cruz (1583 m), e corre de sudoeste para nordeste, desaguando no Oceano Atlântico na Vila das Pombas.
O vale da ribeira é extremamente encaixado, sendo as encostas aproveitadas para a agricultura por meio de socalcos e de um sistema de levadas para a irrigação. Cultiva-se a cana-de-açúcar, o café, a banana, a mandioca, etc.
O vale pode ser percorrido em toda a extensão graças a uma excelente rede de caminhos pedonais e de estradas secundárias.

## Povoações

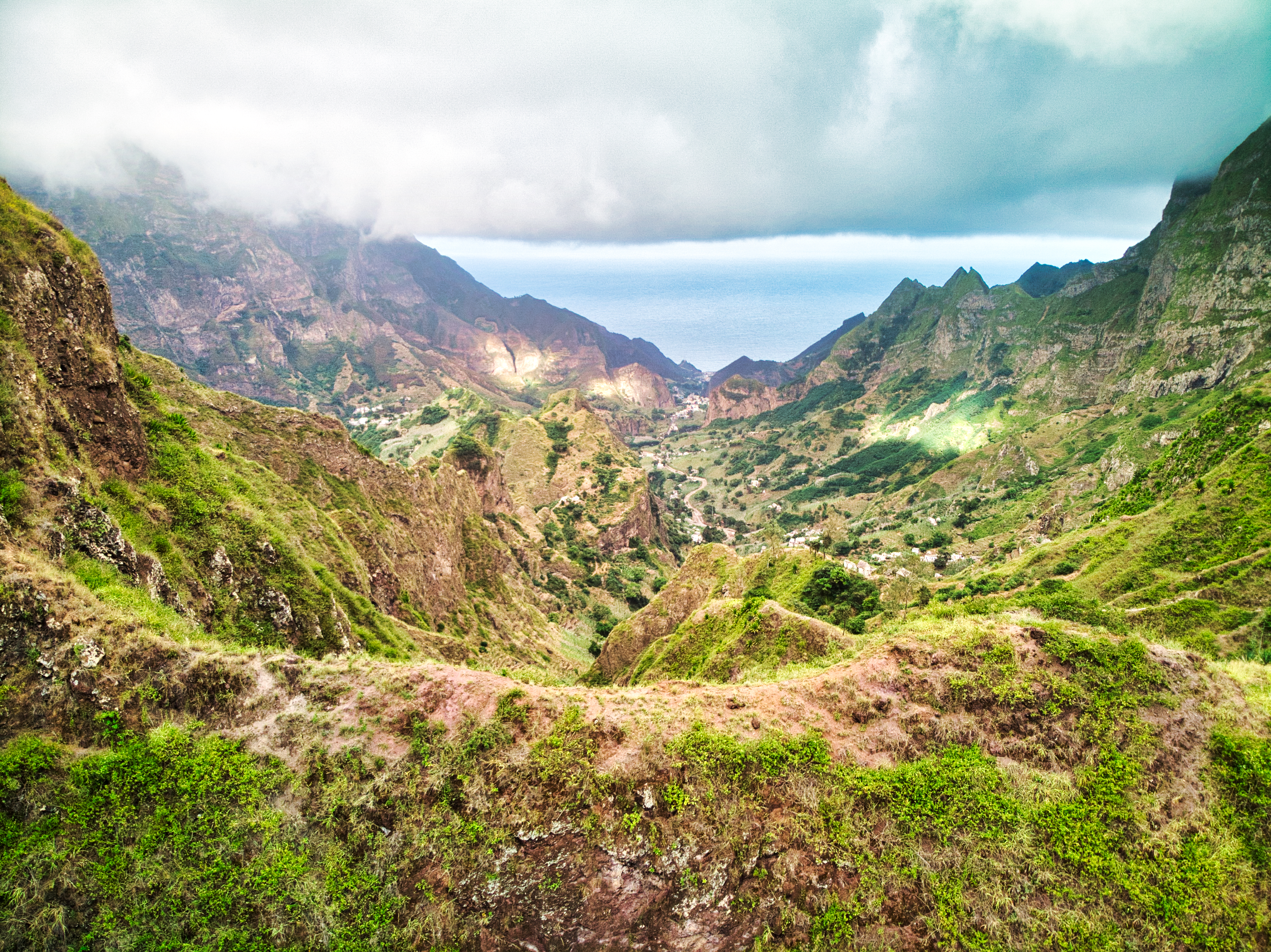
Vista de todo o Vale da Ribeira do Paúl, Oceano Atlântico ao fundo.

Na bacia hidrográfica da ribeira do Paul ficam situadas as seguintes povoações:
- Vila das Pombas
- Eito de Baixo
- Eito
- Chã de Canela
- Lombo Comprido
- Dragoeiro
- Chã de Erva
- Lombo de Joana
- Lombinho
- Chã de João Vaz
- Chã de Padre
- Ladeira
- Chãzinha